# 한상철 (정치인)
한상철(1939년 6월 14일~)은 대한민국의 정치인이다. 제26대 강원도 원주시장(민선 2기)을 지냈다.

## 역대 선거 결과
|  | 21.47% |

|  | 31.72% |

|  | 47.88% |

|  | 18.38% |

| 전임 김기열 | 제26대 강원도 원주시장 1998년 7월 1일~2002년 6월 30일 | 후임 김기열 |